# جيمي ميرفي (لاعب كرة قدم مواليد 1973)
جيمي ميرفي (بالإنجليزية: Jamie Murphy)‏ هو لاعب كرة قدم بريطاني في مركز الدفاع، ولد في 25 فبراير 1973 في مانشستر في المملكة المتحدة. لعب مع كامبريدج يونايتد ونادي بلاكبول ونادي دونكاستر روفرز ونادي موركامب ونادي هاليفاكس تاون.